# ノームル

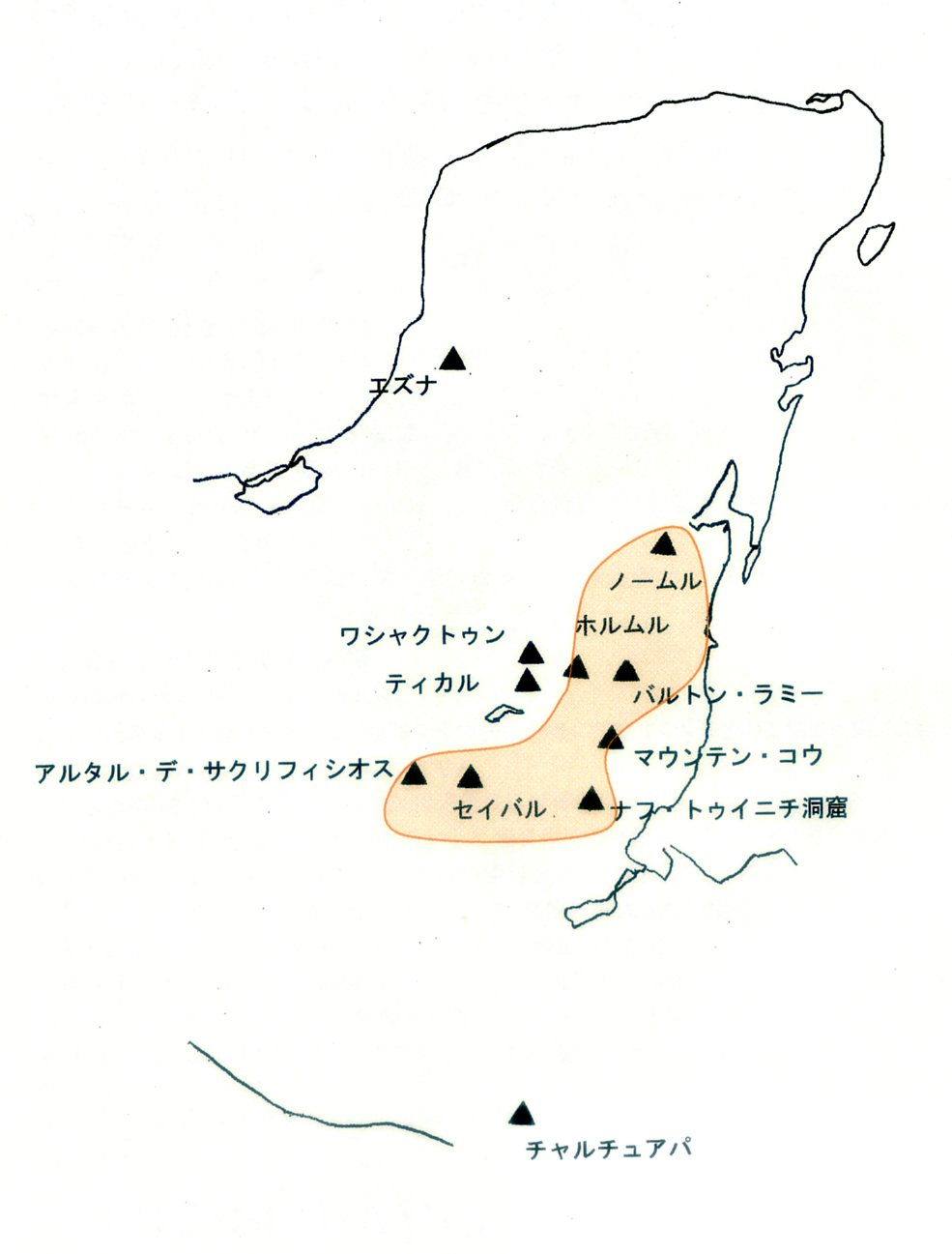
原古典期、フローラル・パーク土器圏の範囲（橙色）とノームルの位置。

ノームル（ノフムルとも。Nohmul）は、ユカタン半島東岸、ベリーズ北部、オレンジウォーク郡に所在するマヤ遺跡である。名前の由来は、ユカテコ語で、「偉大なる塚」を意味する。オンド川沿岸のアベンチュラ（Aventura）の南西20km、オレンジ・ウォーク町の北方11kmに位置する。2013年５月に多数のピラミッドの表面の石や礫を道路の舗装材にするために重機で削られて、内部が露出する事態となり、世界中に報道された。

## 遺跡の規模及び概要
ノームルは、祭祀センターとしてはやや変わった構造をしており、メキシコとベリーズの自然の国境であるオンド川を見下ろす「とさか」のように切り立った尾根の上に立地する。遺跡の広がりは31k㎡に及び、長さ400ｍの「サクベ」 と呼ばれる提道に結ばれた東グループと西グループからなっており、双方合わせて10の「プラザ」と呼ばれる中庭を囲んだ建築グループがある。さらにこれらの建造物群は、80以上の建物が組み合わさってできている。東グループのほうがやや規模が大きく発掘調査も進んでいる。西グループには、高さ20ｍのピラミッドと小規模ながら「アクロポリス」と呼ばれる重層的な建築複合、この遺跡で二番目に大きな「プラザ」がある。
アメリカ隊による1980年代の４期にわたる発掘調査のほか政府機関による発掘調査が行われている。

## 編年
ノームルに人が住み始めたのは、先古典期中期前葉（900B.C.～650B.C.）頃である。先古典期後期（400B.C.頃）から建築活動が活発化し、祭祀センターの中核をなす主な建造物がこの時期に建てられた。先古典期終末もしくは原古典期(A.D.100～250頃）に祭祀センターとしての構造が確立し、2つの最大規模の「プラザ」がこの時期に築かれた。
この時期のノームルの土器は非常に多くの種類がみられ、原古典期の指標とされるホルムル（Holmul）Ⅰ式でも古相のものも含まれている。
古典期前期には、急速に衰退して建築活動が停止した。この時期には、遺跡の周囲に散在的に居住がなされていたことがわかっている。
古典期前期からの数百年間の空白ののち、古典期の終わりごろから再びノームルの建築活動が活発化する。この大規模な建築活動は、後古典期前期にあたる紀元1100年頃まで続き、ノームルの編年ではテセプ(Tecep)相として位置づけられている。この時期の新しい建物は、古典期の建物のひとつを覆いつつもその隣に建てられており、建造物20号は、チチェン・イッツアなどユカタン北部以外にはほとんど見られない「patio-quad」というタイプであり、チチェン・イッツアの天文台「カラコル」に酷似した円形の建物も見られる。
古典期終末期から後古典期初頭の土器は、低地マヤのものに、北部ユカタン由来のソトゥタ（Sotuta）相のものとケフペッチ（Cehpech）相のものが共伴している。
このような建造物や土器の著しい変化は、北方からの来た人々がノームルに住み着くことになったという仮説やノームルがオンド川流域の河川交通のみならずユカタン半島東岸の交易活動にまで影響を及ぼしていたことを想起させる。
後古典期後期の香炉の破片が遺跡の地表から見つかることからすでに放棄された神殿にも北方からの巡礼者があったのではないかと考える研究者もいる（Belli2001）

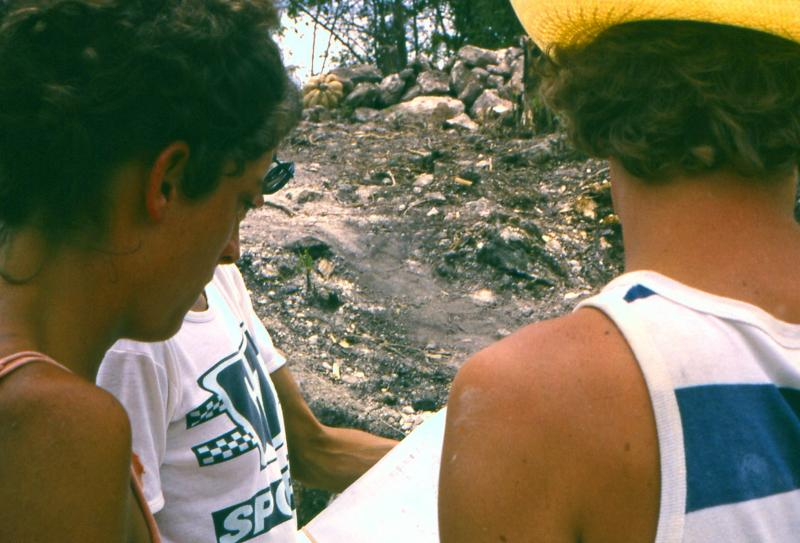
ノームル、建造物8号の発掘調査（1985年に実施）

## 2013年に起こった破壊行為
2013年5月13日、ノームルでも最大規模の神殿がほぼ完全に破壊された 。土木業者が、掘削機やブルドーザーを用いて、近隣のダグラス（Douglas）村の道路の舗装材にするために中央神殿の礫や石灰岩を削りとった。
破壊される前には、このピラミッドは高さ8ｍ、基壇の幅は50～52ｍに及んでいた。 
ピラミッドの70% 以上が削り取られ、わずかに中央部分の充填物がむき出しになって残された。 
この重機には、 "D-Mar 建設"のラベルが見られ、これは、民主連合党UDP の政治家、デニー・グリハルバ（en:Denny Grijalva）の所有するものであることが判明している 。
この建造物が私有地のなかにあっても、法的には先コロンブス期の遺跡はすべてベリーズ政府の保護下にあることになっている。
ベリーズ国立考古学研究所（en:Belizean Institute of Archaeology）のジョン・モリス（John Morris）は、このように高い構築物がマヤの廃墟であることは間違いようがなく、おそらく知っていて重機で破壊したのだろうと述べている 。 
ベリーズ国立考古学研究所長であるハイメ・アウイ（Jaime Awe）は、遺跡自体がよく知られており、このピラミッドは平坦な自然の丘とは間違いようがないと記述している 。
ベリーズ警察は捜査に基づいて罰金を課そうとしている。同じような破壊行為は、ベリーズ中の多くの古代遺跡で行われており、2005年に近隣のサン・エステバン（San Estevan）でも起こった 。
1980年代にベリーズの多くの遺跡を調査したボストン大学の教授であるノーマン・ハモンド(en:Norman Hammond)は、「アソシエイト紙」（Associated Press ）のインタビューに答えて、｢マヤの遺跡を重機で破壊して道路の舗装材に使うのは、ベリーズの宿痾のようなものだ。」と語っている。